# Vojtěch Preissig
Vojtěch Preissig (Světec, 31 luglio 1873 – Dachau, 11 giugno 1944) è stato un pittore cecoslovacco.
Vojtěch Preissig è stato un pittore cecoslovacco. Durante la sua vita è stato anche incisore, illustratore, opinionista, politico ed impegnato nella resistenza cecoslovacca contro l'occupazione da parte della Germania nazista

## Biografia

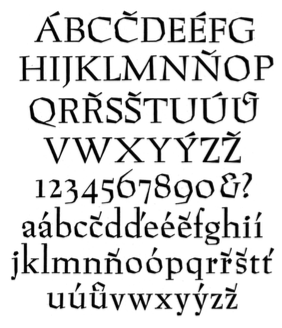
Carattere tipografico Preissig Antiqua (1930)

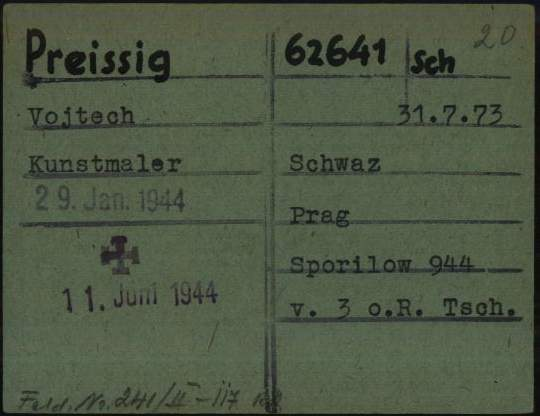
Scheda di registrazione di Vojtěch Preissig come prigioniero nel campo di concentramento di Dachau. La croce indica il giorno della sua morte

Vojtěch Preissig è nato a Světec nel 1873, figlio di un ingegnere minerario. Nel 1884 si è  trasferito a Praga poi ha lavorato nella bottega di Alfons Mucha a Parigi tra il 1898 e il 1903 interessandosi all'arte giapponese e simbolista. Quando è tornato a Praga nel 1903 ha aperto il proprio studio di stampa e ha pubblicato la rivista Česká Grafika. Si è interessato alla tipografia creando caratteri tipografici nuovi ed è considerato uno dei fondatore della moderna arte grafica ceca. Ha vissuto negli Stati Uniti d'America tra il 1910 e il 1930 ed ha insegnato nella Scuola di Stampa e Arti Grafiche di Boston. Durante il suo primo periodo statunitense ha disegnato manifesti di reclutamento per le forze armate statunitensi nella prima guerra mondiale rivolti principalmente agli immigrati cecoslovacchi. Tornato in patria è entrato nella resistenza cecoslovacca contro l'occupazione da parte della Germania nazista, è stato arrestato dalla Gestapo e deportato nel campo di concentramento di Dachau nel 1940, dove è morto nel 1944.

## Lavori
Le sue opere sono conservate in vari musei come l'Österreichische Galerie Belvedere di Vienna in Austria, la National Gallery of Art di Washington  e la Print Collection di New York negli Stati Uniti d'America, il Museo della letteratura ceca e la Národní galerie di Praga nella Repubblica Ceca. 

## Riconoscimenti
La Repubblica Ceca ha commemorato Vojtěch Preissig emettendo francobolli commemorativi nel 1988, nel 1994 e nel 1998. Ha ricevuto vari premi postumi. La sua città natale gli ha intitolato la sala di rappresentanza nel palazzo comunale.